# Білик Тарас Сергійович
Тара́с Сергі́йович Бі́лик (1994—2022) — старший солдат окремого загону спеціального призначення НГУ «Азов» Національної гвардії України, учасник російсько-української війни, що загинув у ході російського вторгнення в Україну в 2022 році.

## Життєпис
Народився 30 листопада 1994 в місті Лозова Харківської області. У дитинстві був уважним, допитливим, розумним, завжди першим, але кожного разу думав, як буде краще. Навчався у школі № 1. У 2018-му закінчив НТУ «Харківський політехнічний інститут». Отримав два дипломи за спеціальностями: електротехніка та електротехнології; нетрадиційні та відновлювані джерела енергії. Любив тварин. Захоплювався історією, музикою, автомобілями, зброєю, читав багато націоналістичної літератури, вивчав англійську мову, мріяв подорожувати світом.
Після здобуття вищої освіти у 2019 році підписав контракт із Національною гвардією України. Коли проходив навчання, вирішив долучитися до Окремого загону спеціального призначення «Азов». Служив мінометником.
Коли приїздив у відпустки, зустрічався з друзями, вчителями, родичами, але любив проводити час у родинному колі. Для мами завжди був опорою, підтримкою, адже був старшим сином із трьох. Середньому брату замінив батька, був для нього завжди прикладом. Для молодшого брата Тарас був як «свято»: подарунки, обійми, солодощі.
24 лютого 2022 року Тарас був на базі в Урзуфі разом з побратимами. Його підрозділ одразу вирушив боронити Маріуполь від російських окупантів.
Сили противника були 1:12. Під ворожими обстрілами виходив на позиції зі своєю мінометною обслугою і своїми діями закривали ворожий вогонь. Робив розрахунки одразу на два міномети. 

## Загибель
Загинув у бою за місто Маріуполь на Донеччині. Прориваючись через річку Кальміус до заводу «Азовсталь» на БТРі, він загинув від ворожого снаряда.
Посмертно азовця нагородили орденом «За мужність» ІІІ ступеня.
Похований 5 вересня 2022 в Лозовій
Залишились батьки і двоє молодших братів . 58-річний батько також пішов до війська .